# Александър I (римски папа)
Вижте пояснителната страница за други личности с името Александър I.
Александър I (на латински: Alexander I) (? – 115 (116)) e римски папа от 105 (107) г. до 115 (116) г.
Смята се, че тленните му останки са пренесени във Фрайзинг, Бавария през 834 г.